# Agustín Nogueras
Agustín Nogueras Pitarque (1786 - 1857) est un militaire et homme politique espagnol de la première moitié du XIXe siècle.

## Biographie
Né le 25 juillet 1786 à Alcolea de Cinca, Agustín Nogueras est le fils de Joaquín Nogueras et d'Agustina Pitarque. Il rejoint l'armée très jeune, et est déjà lieutenant à 18 ans, lors de la guerre d'indépendance espagnole contre les troupes napoléoniennes. Il participe au siège de Saragosse puis à différentes autres actions. 
En 1814, toujours militaire, il s'embarque pour l'Amérique du Sud, où il participe à la répression de soulèvements au Venezuela. On le retrouve ensuite à Porto Rico, où il épouse Asunción Gautier, avant de retourner en Espagne. Là, le roi Ferdinand VII est mort et la première guerre carliste a commencé. Il reste fidèle à la régente Marie-Christine de Bourbon, et est nommé gouverneur militaire de Castelló en 1835. Lors des opérations dans le Maestrazgo, il conseille d'abattre la mère du général carliste Ramón Cabrera en représailles. En avril 1839, il remplace Antonio Van Halen a la tête de l'armée du centre. Il démissionne néanmoins rapidement et est lui-même remplacé par Leopoldo O'Donnell. Après la fin de la guerre, en 1840, il est nommé gouverneur militaire de Barcelone, puis capitaine général des îles Baléares.
Grand ami du général Baldomero Espartero, celui-ci le nomme ministre de la Guerre en mai 1843, à la fin de sa régence. Il conserve ce poste jusqu'en juillet, lorsqu'Espartero est évincé et qu'il part en exil en Angleterre. Il est aussi élu sénateur de la province de Huesca en 1843. Au mois d'août 1854, il est fait capitaine général de Galice, puis des îles Canaries un mois plus tard. 
Il meurt finalement le 23 janvier 1857 à Las Palmas.

## Source
- (es) Cet article est partiellement ou en totalité issu de l’article de Wikipédia en espagnol intitulé « Agustín Nogueras » (voir la liste des auteurs).